# Каниш
Каниш (Канес, Канеш, Неса, Неша) — один из древнейших городов Малой Азии (II тыс. до н. э.). Находился юго-восточнее города Хаттусас (Хатти) — на границе современных областей Турции Йозгат и Кайсери.
Среди древних городов-государств Малой Азии происходила борьба за политическую гегемонию. На первых порах верх взял город Пурусханда (Бурушханда), правитель которой считался «Великим царём» среди остальных правителей. Позднее же ситуация изменилась в пользу города-государства Куссара.
В начале XIX века до н. э. Каниш некоторое время являлся резиденцией хеттского царя Питханы, который подчинил Каниш и положил начало Хеттскому царству. Скоро столица была перенесена в Куссар.
Городище Каниша обнаружено археологами близ современного турецкого села Кюльтепе (тур. Kültepe) в провинции Кайсери. Археологи нашли 23 500 клинописных табличек, найденных в частных домах, составляют самую большую коллекцию частных текстов на древнем Ближнем Востоке. Видимо, здесь находился административный и распределительный центр всей ассирийской колониальной сети в Анатолии.
Популяционно-генетический анализ людей из уровней Карум Ib-Ia (1835-1685 гг. до н. э.) и раннего бронзового века III показал, что в целом ближе к популяциям анатолийского бронзового века, чем к популяциям Месопотамии и Сирии.